# Bowszyszki
Bowszyszki (lit. Baušiškė) – wieś na Litwie, w okręgu uciańskim, w rejonie ignalińskim, w gminie Daugieliszki Nowe.

## Historia
W czasach zaborów wieś w gminie Daugieliszki, w powiecie święciańskim, w guberni wileńskiej Imperium Rosyjskiego. W 1866 roku miała 12 dusz rewizyjnych, należała do dóbr skarbowych Daugieliszki. W 1905 roku liczyła 45 mieszkańców, 34 dziesięciny.
W dwudziestoleciu międzywojennym wieś leżała w Polsce, w województwie wileńskim, w powiecie święciańskim, w gminie Daugieliszki.
W 1931 w 7 domach zamieszkiwały 33 osoby.